# Symplocos oreophila
Symplocos oreophila är en tvåhjärtbladig växtart som beskrevs av F. Almeda. Symplocos oreophila ingår i släktet Symplocos och familjen Symplocaceae. Inga underarter finns listade i Catalogue of Life.